# SmartMedia

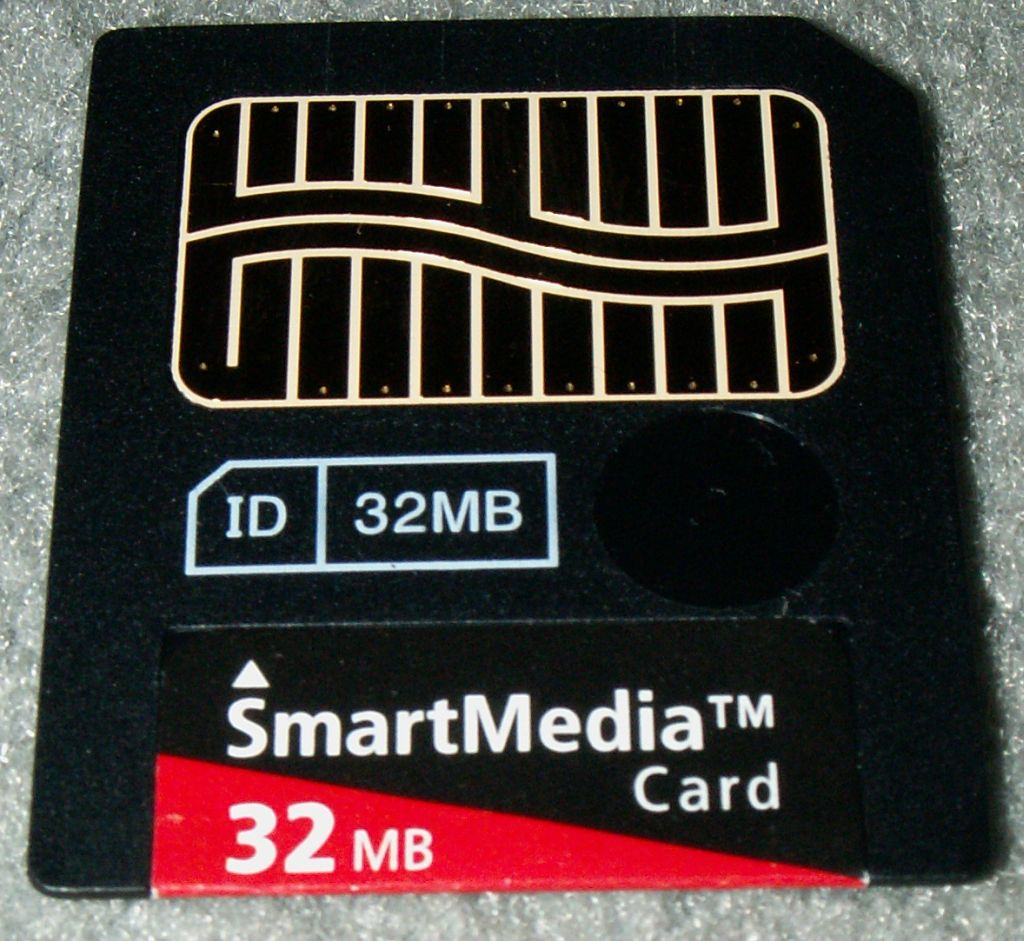
Targeta SmartMedia de 32 MB.

 SmartMedia  és una targeta de memòria estàndard desenvolupada per Toshiba el 1995 per competir amb les CompactFlash, les PC Card i les  MiniCard, un dels més difosos d'emmagatzematge d'imatges juntament amb les targetes CompactFlash. Ja no es fabrica i no hi ha hagut nous dispositius dissenyats per usar-se amb les SmartMedia des de fa anys.

## Dimensions
- Dos tipus: 5  V i 3,3 V, segons el seu voltatge d'alimentació.
- Capacitat màxima: 128  MB.
- Mides estàndard:  alt : 45mm,  ample : 37mm,  gruix : 0,76 mm.

La SmartMedia era una de les primeres targetes de memòria més petites i primes, es feia servir com a emmagatzematge de dispositiu portàtil, per a treure fàcilment i usar-la en un PC. Va ser popular a  càmera digital, i el 2001 acaparava la meitat d'aquest mercat. Va ser recolzada per Fuji i Olympus, encara que el format ja començava a tenir problemes. No hi havia targetes més grans de 128 MiB, i les càmeres compactes van assolir una mida on fins a les SmartMedia eren massa grans. Toshiba va canviar a targetes Secure Digital, i Olympus i Fuji a  xD. SmartMedia va quedar sense suports a PDA, MP3, o  llibres electrònics, com trobar altres formats. No tenia capacitat ni flexibilitat.
Consisteix en un únic xip flaix NAND ficat en una prima carcassa plàstica (encara que algunes targetes de més capacitat contenen múltiples xips enllaçats). No té controlador integrat, el que la va mantenir barata. Aquesta característica va causar problemes més tard, ja que alguns dispositius antics necessitar actualitzacions de microprogramari per a gestionar targetes de major capacitat. També va fer impossible el "wear leveling" automàtic - procés per evitar el desgast prematur d'un sector mapejant les escriptures a altres sectors en la targeta.
Un avantatge que manté sobre altres formats és la capacitat d'usar-la en una unitat de disquet de 3,5 "amb un adaptador FlashPath. Pot ser l'única manera de fer ús de memòria flash en maquinari molt vell. El problema és que és molt lent: la lectura/escriptura es limita a velocitats de disquet.
Tenen dos formats, 5V i 3,3 V (de vegades indicat com 3V). La carcassa difereix en la posició de la cantonada tallada. Molts dispositius SmartMedia antics només suporten targetes de 5V, i molts nous només les de 3,3 V; per protegir aquestes de danyar-les en dispositius només de 5V, el lector ha de tenir alguna seguretat mecànica (ex.: detectar el tipus de cantonada) per no permetre la seva inserció, però alguns lectors barats no operen així, i les danyarien. Es recomana fer servir lectors de voltatge dual.
Hi ha un adaptador de targetes xD a port SmartMedia, però no encaixa totalment. Limita la capacitat de la targeta xD a l'usar-se en aquests adaptadors (de vegades 128MB ó 256 MB).

### Protecció de còpia
Moltes SmartMedia inclouen el sistema "ID". Estan així marcades amb la seva capacitat. Donava a cada targeta un ID únic per utilitzar amb sistemes de protecció de còpia. Ningú va utilitzar aquest primitiu sistema DRM, excepte la companyia coreana Game Park en els seus títols comercials per a la consola portàtil GP32. Aquest sistema també es va implementar a la targeta XD més recents.